# Tombé pour elle (L'île aux oiseaux)
Pour les articles homonymes, voir Tombé pour elle.
Tombé pour elle est une chanson de Pascal Obispo sortie en 1994 sur l'album Un jour comme aujourd'hui,.

## Thème
Dans ce titre, l'auteur chante son attachement pour l'Île aux Oiseaux (« Ma maison, ma tour Eiffel »), et plus largement pour la côte balnéaire girondine (« J'ai de l'amour à perpétuité / Pour Pyla-sur-Mer, Arguin, Ferret / La Pointe aux Chevaux de mer l'été / Arcachon, Piquey et Frédélian »).

## Structure musicale
L'introduction et le refrain sont joués en Do mineur (progression 1-6-3-8). Les couplets sont en Sol mineur (1-8-6-4 puis 6-8-1-1 et 1-6-8-1).
Le morceau fini avec le refrain joué en Ré mineur.

## Classements hebdomadaires
| Classement (1994) | Meilleure place |
| ----------------- | --------------- |
| France (SNEP)     | 8               |